# Washington Rodríguez
Washington Rodríguez Medina (ur. 6 kwietnia 1944 w Montevideo, zm. 31 grudnia 2014 tamże) – urugwajski bokser, brązowy medalista w kategorii do 54 kg na Letnich Igrzyskach Olimpijskich w 1964.